# Hieronymus Lotter
Hieronymus Lotter (Norimberga, intorno al 1497 – Geyer, 22 luglio 1580) è stato un mercante e politico tedesco.
Hieronymus Lotter fu più volte sindaco di Lipsia, capocantiere di importanti progetti edilizi sovrani in Sassonia, a Lipsia la forza trainante di vasti edifici provvedimenti del consiglio. Lotter era il capomastro del Maurizio I, Elettore di Sassonia sotto la direzione del Feldzeugmeister Caspar Vogt von Wierandt († 1560) attivo. Secondo ricerche precedenti, era considerato un importante architetto del Rinascimento; oggi il suo ruolo è visto in modo più differenziato e soprattutto si sottolinea la sua funzione organizzativa.

## Vita e lavoro
In qualità di sindaco, fu probabilmente uno dei promotori della conversione del Municipio Vecchio di Lipsia (1556–57) in uno degli edifici più importanti del Rinascimento tedesco, così come di altri edifici urbani, come la Pesa pubblica di Lipsia (1555) e il municipio di Pegau (dal 1559). Era anche al servizio sovrano come direttore dei lavori (capomastro) sulle fortificazioni della città di Lipsia (dal 1551), di cui fino ad oggi è sopravvissuto solo il Bastione Maurizio (Moritzbastei). E fu il primo capomastro del castello di Augustusburg vicino a Chemnitz (dal 1568 al gennaio 1572).
La progettazione edilizia e l'esecuzione degli edifici realizzati in relazione a Lotter sono attribuibili a vari importanti architetti e maestri artigiani. Quindi il progetto delle fortificazioni della città di Lipsia del maestro d'armi elettorale sassone e ingegnere delle fortificazioni Caspar Vogt von Wierandt e i dettagli del maestro scalpellino Paul Speck. Il modello di progetto originale dell'Augusburg è stato inviato a Lotter da Dresda, che ha modificato con le proprie idee. Anche Erhard van der Meer si è fatto un nome all'Augustusburg con i progetti per la cappella del palazzo.
Dopo che Lotter aveva goduto in giovane età del favore di Maurizio I, Elettore di Sassonia, e aveva acquisito una notevole ricchezza come commerciante (miniere, prestito di denaro, commercio), morì in disgrazia e in circostanze molto più semplici. All'inizio aveva anche avuto il favore del successore di Maurizio, Augusto I di Sassonia. Tuttavia, false speculazioni portarono alla sua rovina economica e infine al suo licenziamento.

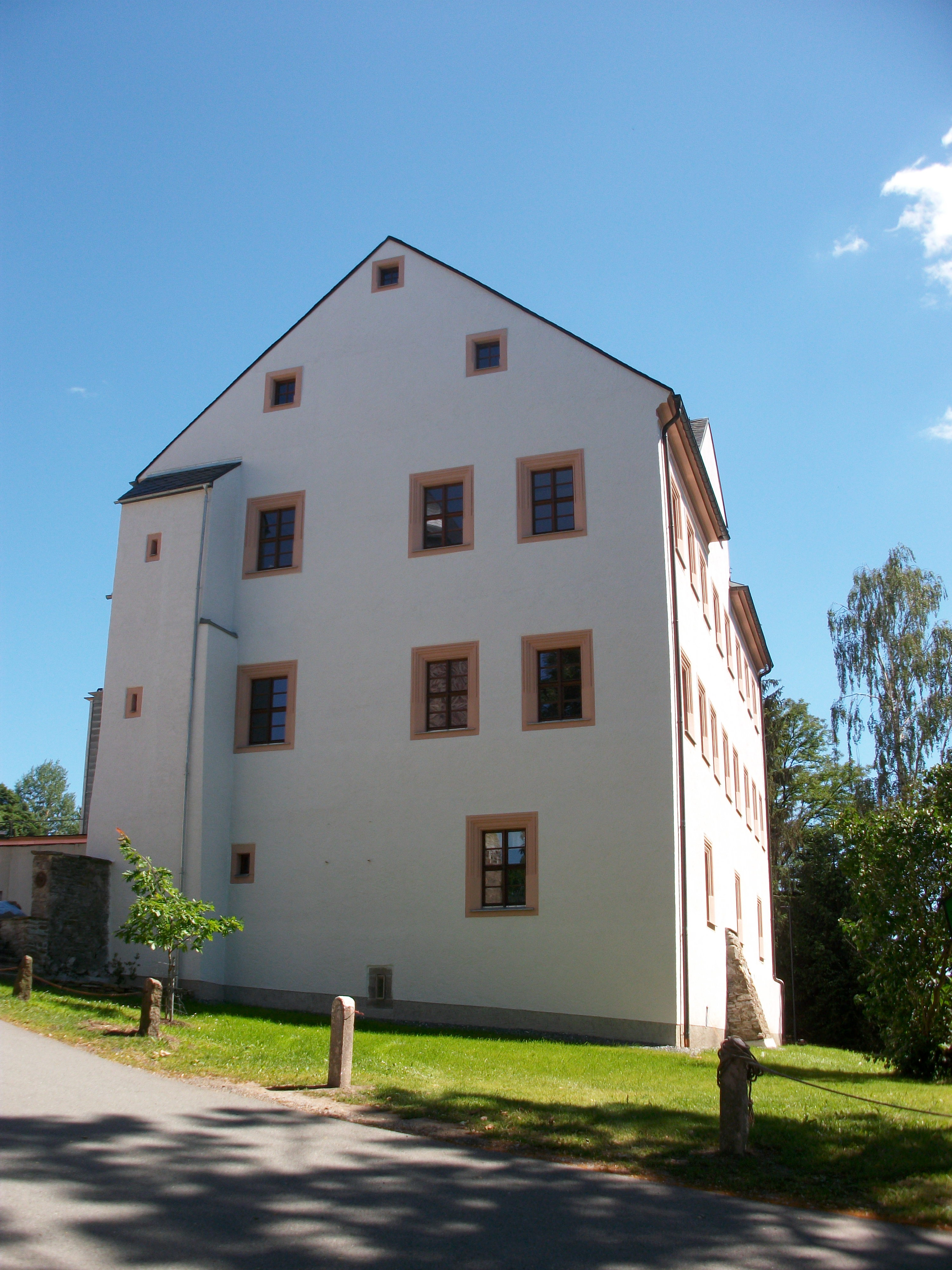
Il Lotterhof in Geyer (2018)

La sua casa mortuaria a Geyer (Lotterhof, 1566) subì diversi passaggi di proprietà e fu in servizio dal XIX secolo come fabbrica che produceva assi per lavare e piccoli mobili. Ciò che è particolarmente degno di nota dell'edificio protetto è il soffitto a cassettoni in legno colorato del XVII secolo. L'edificio, vuoto dal 1990, ha ricevuto un nuovo tetto dopo il 1990, ma per il resto correva il pericolo di cadere in rovina. Un'associazione locale si sta occupando del restauro e ha allestito un luogo di incontro nelle sale a volta. Nel 2020, l'associazione ha completato il restauro esterno dell'edificio storico.

## Onorificenze postume

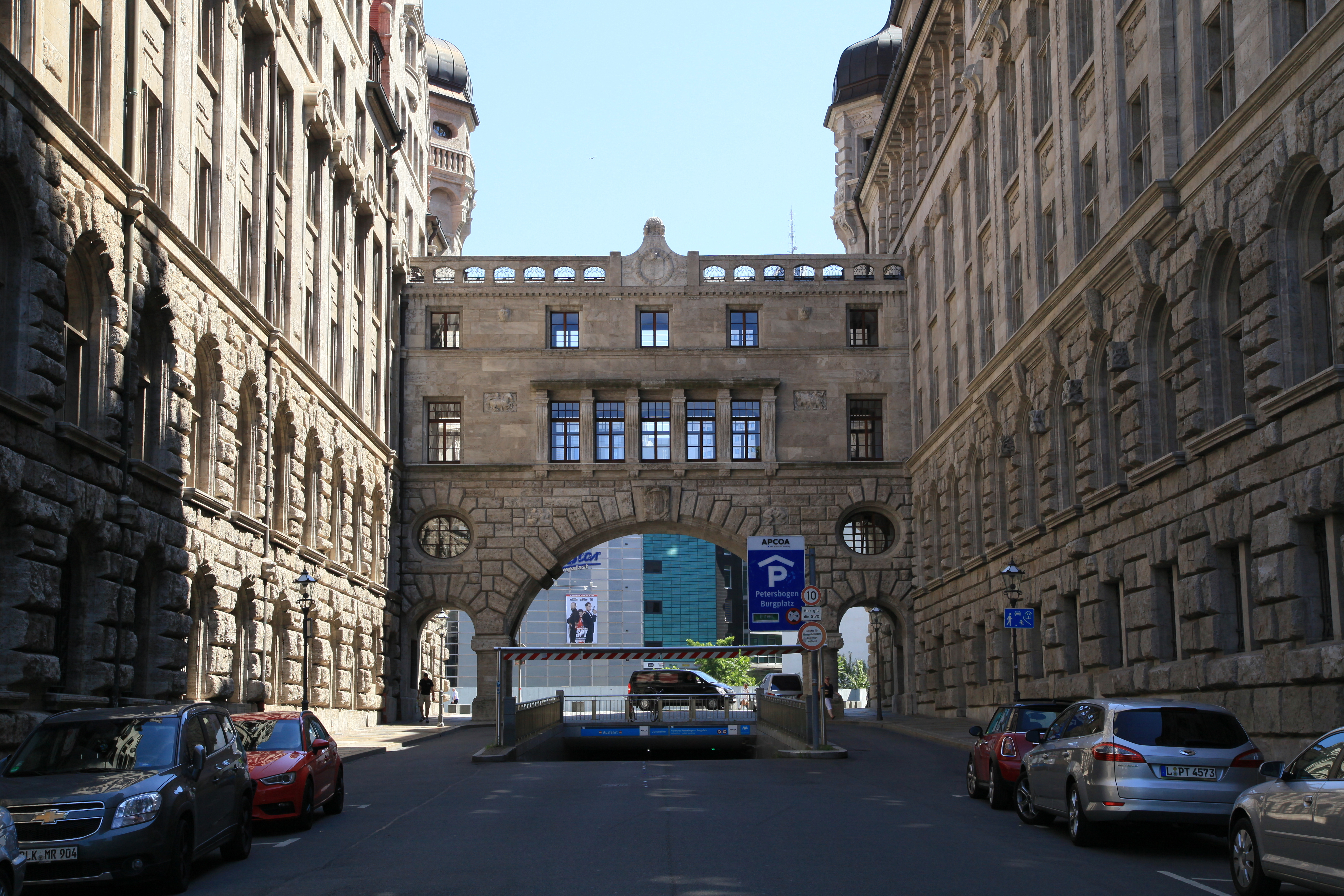
Lotterstraße a Lipsia

La società di promozione del Museo storico della città di Lipsia, Hieronymus-Lotter-Gesellschaft, prende il nome dal costruttore del Municipio Vecchio perché il museo ha sede lì dal 1909.
Il Premio Hieronymus Lotter per la protezione dei monumenti è un premio intitolato a Hieronymus Lotter, che la "Kulturstiftung Leipzig" (Fondazione culturale di Lipsia) assegna per la riparazione o il restauro esemplare di monumenti culturali nella città di Lipsia.
A Lipsia e Augustusburg due strade prendono il nome da Hieronymus Lotter. La Lotterstrasse a Lipsia porta questo nome dal 1898 e si trova tra il Municipio Nuovo e la Stadthaus.  Il Pleißenburg (in italiano: Castello Pleiße), che un tempo si trovava sul sito del nuovo municipio, fu ricostruito come fortezza da Hieronymus Lotter nel 1549.

## Letteratura

### Fonte
- Hieronymus Lotter, Abschrift der Urkunde in der Turmhaube des Alten Rathauses (copia del documento nella cupola della torre del Municipio Vecchio di Lipsia) (1573), in Axel Frey / Bernd Weinkauf (a cura di), Leipzig als ein Pleißathen. Eine geistesgeschichtliche Ortsbestimmung, Reclam Verlag, Lipsia 1995, ISBN 3-379-01526-1, pag. 255, sotto il titolo: Lotters Bauten (1573)

### Letteratura scientifica
- (DE) Lutz Unbehaun, Lotter, Hieronymus, in Neue Deutsche Biographie, vol. 15, Berlin, Duncker & Humblot, 1987, ISBN 3-428-00196-6,  pp. 245  s. (online).
- Voce Hieronymus Lotter in: (DE) Wolfgang Hocquél, Architekturführer Leipzig. Von der Romanik bis zur Gegenwart, Leipzig, Passage Verlag, 2023,  pp. 350-353, ISBN 978-3-95415-128-8.

### Narrativa
- Johannes Arnold, Hieronymus Lotter, romanzo storico, Halle/Leipzig, 1979.